# Kell Areskoug
Kell Areskoug (Suecia, 18 de agosto de 1906-21 de diciembre de 1996) fue un atleta sueco especializado en la prueba de 400 m vallas, en la que consiguió ser medallista de bronce europeo en 1938.

## Carrera deportiva
En el Campeonato Europeo de Atletismo de 1938 ganó la medalla de bronce en los 400 m vallas, llegando a meta en un tiempo de 53.6 segundos, tras el francés Prudent Joye (oro con 53.1 segundos que fue récord de los campeonatos) y el húngaro József Kovács (plata con 53.3 segundos).